# Pajęczaki Grenlandii
Pajęczaki Grenlandii, arachnofauna Grenlandii – ogół taksonów pajęczaków, których występowanie stwierdzono na terenie Grenlandii.

## Kosarze(Opilliones)
Na Grenlandii stwierdzono tylko jeden gatunek:
- Mitopus morio

## Pająki(Araneae)
Na Grenlandii stwierdzono 75 gatunków.

### Ciemieńcowate(Dictynidae)
Na Grenlandii stwierdzono 2 gatunki:
- Dictyna major
- Emblyna borealis

### Hahniidae
Na Grenlandii stwierdzono 1 gatunek:
- Hahnia glacialis

### Krzyżakowate(Araneidae)
Na Grenlandii stwierdzono 4 gatunki:
- Araneus groenlandicola
- Hypsosinga groenlandica
- Larinioides cornutus
- Larinioides patagiatus

### Kwadratnikowate(Tetragnathidae)
Na Grenlandii stwierdzono 1 gatunek:
- Tetragnatha extensa

### Lejkowcowate(Agelenidae)
Na Grenlandii stwierdzono 1 gatunek:
- Tegenaria domestica – kątnik domowy (zawleczony synantrop)

### Omatnikowate(Theridiidae)
Na Grenlandii stwierdzono 4 gatunki:
- Enoplognatha intrepida
- Robertus fuscus
- Ohlertidion lundbecki
- Thymoites oleatus

### Osnuwikowate(Linyphiidae)
Na Grenlandii stwierdzono:
- Agyneta jacksoni
- Agyneta nigripes
- Bathyphantes eumenis
- Bolephthyphantes index
- Ceratinella ornatula
- Collinsia holmgreni
- Collinsia spetsbergensis
- Collinsia thulensis
- Diplocentria rectangulata
- Diplocephalus barbiger
- Dismodicus decemoculatus
- Erigone arctica
  - Erigone arctica arctica
  - Erigone arctica soerenseni
- Erigone penessa – gatunek opisany z Grenlandii, potem nieznaleziony. Prawdopodobnie synonim, ale nie odnaleziono materiału typowego.
- Erigone psychrophila
- Erigone tirolensis
- Erigone whymperi
- Hilaira herniosa
- Hilaira vexatrix
- Hybauchenidium gibbosum
- Improphantes complicatus
- Islandiana princeps
- Lepthyphantes turbatrix
- Mecynargus borealis
- Mecynargus morulus
- Mecynargus paetulus
- Mecynargus sphagnicola
- Metopobactrus prominulus
- Neriene peltata
- Oreoneta frigida
- Oreonetides vaginatus
- Pelecopsis parallela
- Pocadicnemis americana
- Porrhomma convexum
- Praestigia groenlandica
- Sciastes extremus
- Scotinotylus alpinus
- Scotinotylus evansi
- Scotinotylus sacer
- Semljicola obtusus
- Silometopoides pampia
- Sisicus apertus
- Tarsiphantes latithorax
- Tiso aestivus
- Typhochrestus pygmaeus
- Wabasso quaestio
- Walckenaeria castanea
- Walckenaeria clavicornis
- Walckenaeria cuspidata brevicula
- Walckenaeria karpinskii

### Pogońcowate(Lycosidae)
Na Grenlandii stwierdzono 8 gatunków:
- Alopecosa exasperans
- Arctosa alpigena
- Arctosa insignita
- Pardosa albomaculata
- Pardosa furcifera
- Pardosa glacialis
- Pardosa groenlandica
- Pardosa hyperborea

### Skakunowate(Salticidae)
Na Grenlandii stwierdzono 1 gatunek:
- Salticus scenicus – skakun arlekinowy

### Ślizgunowate(Philodromidae)
Na Grenlandii stwierdzono 1 gatunek:
- Thanatus arcticus

### Ukośnikowate(Thomisidae)
Na Grenlandii stwierdzono 2 gatunki:
- Xysticus deichmanni
- Xysticus durus

### Worczakowate(Gnaphosidae)
Na Grenlandii stwierdzono 2 gatunki:
- Gnaphosa lapponum
- Haplodrassus signifer

## Roztocze(Acari)
Na Grenlandii stwierdzono około 300 gatunków.

### Mechowce(Oribatida)
Na Grenlandii stwierdzono:

#### Achipteriidae
- Achipteria coleoptrata
- Parachipteria punctata

#### Ameronothridae
- Ameronothrus lineatus
- Ameronothrus maculatus
- Ameronothrus nigrofemoratus

#### Astegistidae
- Cultroribula dentata

#### Brachychthoniidae
- Brachychthonius berlesei
- Eobrachychthonius latior
- Eobrachychthonius oudemansi
- Liochthonius brevis
- Liochthonius lapponicus
- Liochthonius muscorum
- Liochthonius sellnicki
- Liochthonius simplex
- Neoliochthonius piluliferus
- Sellnickochthonius immaculatus
- Sellnickochthonius suecicus
- Sellnickochthonius zelawaiensis
- Synchthonius crenulatus
- Varachthonius montanus

#### Carabodidae
- Carabodes labyrinthicus

#### Ceratozetidae
- Ceratozetes spitsbergensis lub pokrewny gatunek
- Ceratozetes thienemanni
- Diapterobates notatus
- Diapterobates variabilis
- Edwardzetes edwardsi
- Fuscozetes sellnicki
- Ghilarovizetes longisetosus
- Iugoribates gracilis
- Melanozetes meridianus
- Oromurcia bicuspidata
- Svalbardia paludicola
- Trichoribates biarea
- Trichoribates polaris

#### Chamobatidae
- Chamobates birulai
- Chamobates cuspidatus

#### Crotoniidae
- Camisia biverrucata
- Camisia foveolata
- Camisia horrida
- Camisia lapponica
- Heminothrus capillatus
- Heminothrus longisetosus
- Heminothrus thori
- Neonothrus humicolus
- Platynothrus peltifer
- Platynothrus punctatus

#### Damaeidae
- Damaeus gracilipes lub pokrewny gatunek
- Epidamaeus floccosus
- Epidamaeus fortispinosus
- Epidamaeus groenlandicus
- Epidamaeus inornatus
- Epidamaeus koyukon
- Epidamaeus longitarsalis
- Epidamaeus tenuipes

#### Eremaeidae
- Eremaeus translamellatus
- Eueremaeus michaeli lub pokrewny gatunek
- Eueremaeus sp. – inny nieoznaczony gatunek

#### Haplozetidae
- Peloribates canadensis
- Peloribates pilosus

#### Hermanniidae
- Hermannia nodosa
- Hermannia reticulata
- Hermannia subglabra

#### Hydrozetidae
- Hydrozetes confervae

#### Hypochthoniidae
- Hypochthonius rufus

#### Liacaridae
- Procorynetes globifer

#### Malaconothridae
- Malaconothrus mollisetosus
- Trimalaconothrus foveolatus
- Trimalaconothrus maior

#### Nothridae
- Nothrus borussicus

#### Oppiidae
- Disorrhina ornata ornata
- Moritzoppia clavigera
- Moritzoppia neerlandica
- Moritzoppia similis
- Oppiella acuminata
- Oppiella maritima
- Oppiella nova
- Oppiella splendens
- Rhinoppia obsoleta
- Rhinoppia subpectinata

#### Oribatulidae
- Oribatula tibialis

#### Quadroppiidae
- Quadroppia quadricarinata

#### Peloppiidae
- Ceratoppia bipilis
- Ceratoppia sphaerica

#### Phenopelopidae
- Eupelops plicatus
- Eupelops septentrionalis
- Propelops groenlandicus

#### Phthiracaridae
- Atropacarus striculus
- Phthiracarus borealis – wymaga potwierdzenia
- Phthiracarus piger – wymaga potwierdzenia

#### Punctoribatidae
- Mycobates beringianus
- Mycobates conitus
- Mycobates dryas
- Mycobates exigualis
- Mycobates incurvatus
- Mycobates sarekensis
- Zachvatkinibates shaldybiae

#### Scheloribatidae
- Liebstadia similis

#### Scutobelbidae
- Scutobelba trigona
- Scutobelbella acutidens
- Scutobelbella delessei
- Scutobelbella subtrigona

#### Scutoverticidae
- Scutovertex minutus

#### Tectocepheidae
- Tectocepheus sarekensis
- Tectocepheus velatus

#### Trhypochthoniidae
- Mucronothrus nasalis
- Trhypochthonius tectorum
- Trhypochthoniellus brevisetus lub pokrewny gatunek
- Trhypochthoniellus longisetus

### Astigmata
Na Grenlandii stwierdzono:

#### Acaridae
- Acarus siro
- Kuzinia laevis
- Rhizoglyphus sp.
- Schwiebea – co najmniej 3 gatunki, w tym jeden podobny do S. danielopoli
- Tyrophagus smilis

#### Alloptidae
- Alloptes bisetatus – wymagana weryfikacja; prawdopodobnie błędnie oznaczony A. eroliae
- Alloptes crassipes – wymagana weryfikacja; prawdopodobnie błędnie oznaczony A. cepphusi

#### Avenzoariidae
- Bychovskiata charadrii
- Zachvatkinia puffini – prawdopodobnie błędnie oznaczona Z. sternae

#### Glycyphagidae
- Glycyphagus domesticus

#### Histiostomatidae
- Myianoetus digitiferus

#### Psoroptidae
- Psoroptes equi

#### Pterochilidae
- Pterochilus bimucronatus – występowanie wątpliwe; prawdopodobnie błędne oznaczenie

#### Sarcoptidae
- Sarcoptes scabiei

### Żukowce(Mesostigmata)
Na Grenlandii stwierdzono:

#### Ascidae
- Arctoseius babenkoi
- Arctoseius cetratus
- Arctoseius haarlovi
- Arctoseius idiodactilus
- Arctoseius ornatus
- Arctoseius minor
- Arctoseius minutus
- Arctoseius multidentatus
- Arctoseius semiscissus
- Arctoseius tajmyricus
- Arctoseius tschernovi
- Arctoseius weberi
- Cheiroseius groenlandicus
- Cheiroseius neoniger
- Proctolaelaps bombophila lub pokrewny gatunek
- Proctolaelaps parvanalis
- Proctolaelaps pygmaeus
- Proctolaelaps sp. – nieoznaczony gatunek

#### Eviphididae
- Thinoseius spinosus

#### Haemogamasidae
- Haemogamasus ambulans

#### Halolaelapidae
- Halolaelaps coxalis lub pokrewny gatunek
- Halolaelaps gerlachi
- Saprosecans baloghi

#### Hirstionyssidae
- Hirstionyssus isabellinus

#### Laelapidae
- Gymnolaelaps missouriensis
- Hypoaspis heterosetosus lub pokrewny gatunek
- Hypoaspis lubricoides
- Laelaps semitectus
- Ololaelaps sellnicki
- Pnemolaelaps groenlandicus
- Pnemolaelaps patae

#### Macrochelidae
- Macrocheles montanus

#### Pachylaelapidae
- Pachylaelaps denticulatus lub pokrewny gatunek

#### Parasitidae
- Cornigamasus lunaris
- Lysigamasus runciger
- Paragamasus intiger
- Paragamasus robustus
- Parasitellus arcticus
- Parasitellus papei
- Pergamasus crassipes
- Vulgarogamasus halophilus
- Vulgarogamasus immanis
- Vulgarogamasus oudemansi lub pokrewny gatunek

#### Phytoseiidae
- Neoseiulus apkutik
- Neoseiulus ellesmerei lub pokrewny gatunek
- Neoseiulus inak lub pokrewny gatunek
- Neoseiulus tobon
- Neoseiulus sp. – nieoznaczony gatunek; podobny do N. tobon
- Proprioseiopsis spp. – dwa nieoznaczone gatunki

#### Rhinonyssidae
- Rhinonyssus levinseni

#### Trachytidae
- Trachytes aegrota
- Trachytes edleri
- Trachytes hirschmanni

#### Uropodidae
- Dinychus perforatus
- Uropoda sp. – nieoznaczony gatunek z podrodzaju Phaulodinychus

#### Vegaiidae
- Vegaia cerva
- Vegaia kochi
- Vegaia nemorensis

#### Zerconidae
- Mixozercon sellnicki
- Parazercon radiatus
- Zercon hammerae
- Zercon solenites
- Zercon zelawaiensis

### Kleszcze(Ixodida)
Na Grenlandii stwierdzono jeden gatunek:
- Ixodes uriae

### Prostigmata
Na Grenlandii stwierdzono m.in.:

#### Alicorhagiidae
- Alicorhagia clavipilus
- Alicorhagia fragilis
- Alicorhagia sp. – nieoznaczony gatunek

#### Anystidae
- Anystis baccarum

#### Bdellidae
- Bdella longicornis
- Bdella muscorum
- Bdella sp. – nieoznaczony gatunek
- Biscirus silvaticus
- Cyta latirostris
- Neomolgus clypeatus lub pokrewny gatunek
- Neomolgus littoralis
- Thoribdella – dwa nieoznaczone gatunki

#### Cheyletidae
- Cheyletus eruditus

#### Cunaxidae
- Cunaxoides sp. – nieoznaczony gatunek

#### Demodicidae
- Demodex brevis
- Demodex folliculorum

#### Ereynetidae
- Ereynetes sp. – nieoznaczony gatunek

#### Eriophyidae
- Acalitus rudis
- Aceria rhodiolae
- Aceria saxifragae
- Aculops pedicularis
- Aculus parvus
- Aculus tetanothrix
- Cecidophyes sp. – nieoznaczony gatunek
- Phyllocoptes empetri
- Phyllocoptes groenlandicus
- Phyllocoptes phytoptoides
- Stenacis triradiatus

#### Erythraeidae
- Abrolophus miniatus lub pokrewny gatunek
- Abrolophus unidentatus
- Balaustium sp. – nieoznaczony gatunek
- Bochartia sp. – nieoznaczony gatunek
- Erythraeus phalangioides
- Hauptmannia sp. – nieoznaczony gatunek
- Leptus kalaallus

#### Eupodidae
- Claveupodes sp. – nieoznaczony gatunek
- Cocceupodes breweri
- Cocceupodes mollicellus
- Cocceupodes paradoxus
- Cocceupodes stellatus lub pokrewny gatunek
- Cocceupodes sp. – nieoznaczony gatunek
- Eupodes – co najmniej 5 gatunków, jednak wymagają weryfikacji

#### Harpirhynchidae
- Harpirhynchoides sp.

#### Iolinidae
- Coccotydaeolus sp.
- Microtydeus sp.
- Paratriophtydeus sp.
- Tydaeolus sp.

#### Microtrombidiidae
- Ettmuelleria sucida
- Microtrombidium sucidum
- Parafeiderium sp. – nieoznaczony gatunek

#### Nanorchestidae
- Nanorchestes collinus lub pokrewny gatunek

#### Penthaleidae
- Penthaleus major i dwa inne nieoznaczone gatunki z tego rodzaju

#### Penthalodidae
- Penthalodes ovalis lub pokrewny gatunek

#### Podothrombiidae
- Podothrombium strandi

#### Pygmephoridae
- Bakerdania sp. – nieoznaczony gatunek

#### Rhagidiidae
- Cocorhagidia pittardi
- Hammenia macrostella
- Poecilophysis saxonica
- Rhagidia gelida
- Robustocheles hilli
- Robustocheles mucronata
- Robustocheles sp. – nieoznaczony gatunek
- Shibaia longisensilla
- Thoria brevisensilla
- Thoria uniseta

#### Scutacaridae
- Imparipes spp. – dwa nieoznaczone gatunki
- Pygmodispus sp. – nieoznaczony gatunek

#### Stigmaeidae
- Eustigmaeus arcticus
- Eustigmaeus rhodomella
- Stigmaeus paramatus
- Stigmaeus siculus
- Stigmaeus sp. – nieoznaczony gatunek

#### Terpnacaridae
- Terpnacarus bouvieri

#### Tetranychidae
- Bryobia praetiosa
- Panonychus sp.
- Tetranychus sp.

#### Tydeidae
- Lorryia sp.
- Triophtydeus pinicolus – wymagana weryfikacja
- Tydeus croceus – wymagana weryfikacja

#### Halacaridae
Na Grenlandii stwierdzono:
- Halacarellus subcrispus
- Porolohmanella violacea
- Soldanellonyx chappuisi

#### Arrenuridae
Na Grenlandii stwierdzono:
- Arrenurus membranator

#### Lebertiidae
Na Grenlandii stwierdzono:
- Lebertia groenlandica
- Lebertia porosa

#### Pionidae
Na Grenlandii stwierdzono:
- Pionacercus norvegicus

#### Sperchontidae
Na Grenlandii stwierdzono:
- Sperchon brevirostris